# Discografía

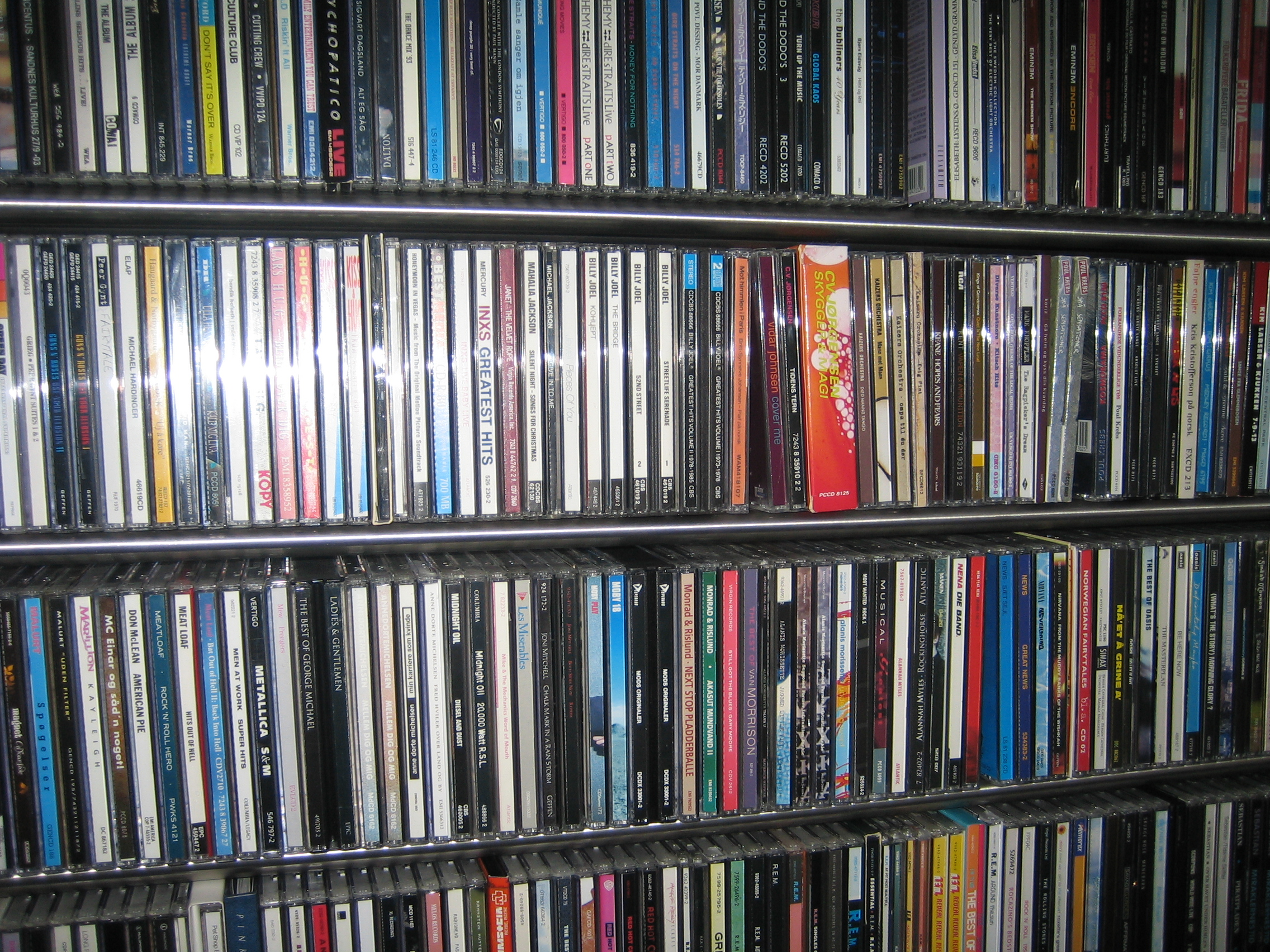
Colección de CD

Discografía es el estudio y el listado de los detalles relativos a la reproducción y grabación de sonidos, a menudo realizado por artistas específicos o dentro de determinados géneros musicales. La información exacta incluye. varios análisis dependiendo del tipo y el alcance de la discografía, pero una entrada discográfica para una grabación específica, suele incluir detalles como los nombres de los artistas implicados o invitados, el tiempo, el lugar de la grabación, el título de la obra realizada, las fechas de lanzamiento, tabla de posiciones y las cifras de ventas.
El término «discografía» se popularizó en la década de 1930 por los coleccionistas de discos de jazz. Los aficionados al jazz, hicieron una investigación y publicaron discografías sobre los discos, cuándo se registraron y los músicos que intervenían en las grabaciones, datos que las compañías discográficas no solían incluir con los registros en ese momento como hoy en día que ya lo hacen. Dos de las primeras discografías de jazz fueron Rhythm on Record de Hilton Schleman y Hot Discography de Charles Delaunay.

## Algunos libros de discografías
- Andrews, Frank - Columbia 10" records, 1904-30. London : City of London Phonograph and Gramophone Society, 1985

- Arnold, Claude Graveley - The Orchestra on Record, 1896-1926: An Encyclopedia of Orchestral Recordings Made by the Acoustical Process, Greenwood Press 1997

- Brooks, Tim - Little Wonder Records, The New Amberola Phonograph Company 1999

- Connor, D. Russell and Hicks, Warren W. - BG On The Record; A bio-discography of Benny Goodman, Arlington House 1969

- Cuscuna, Michael; Michel Ruppli (2001). The Blue Note Label. Greenwood Press. ISBN 0313318263.

- Dethlefson, Ronald - Edison Blue Amberol Recordings 1912-1914, (2nd Edition) Stationery X-Press 1997

- Dixon, Robert M.W., John Godrich and Howard W. Rye: Blues & Gospel Records 1890-1943, 4th ed., Clarendon Press 1997

- Fagan, Ted and Moran, William - The Encyclopedic Discography of Victor Records vol. 1, Greenwood Press 1983

- Fagan, Ted and Moran, William - The Encyclopedic Discography of Victor Records vol. 2, Greenwood Press 1986

- Ruppli, Michel - Atlantic Records, Greenwood Press 1979

- Ruppli, Michel - The Savoy Labels, Greenwood Press 1980

- Rust, Brian - The American Dance Band Discography, Arlington House 1975

- Gamba, Marco; Visintini, Nicola (2000). Iron Maiden Companion (1st ed.). Moving Media & Arts. ISBN 0967181968.